# Depotfund von Oberwilflingen
Koordinaten: 48° 54′ 55″ N, 10° 25′ 3″ O
Als Depotfund von Oberwilflingen wird ein 1932 in Oberwilflingen, heute ein Ortsteil von Unterwilflingen, Gemeinde Unterschneidheim in Baden-Württemberg, entdecktes bronzezeitliches Depot bezeichnet. Nachdem ein Grundstückseigentümer beim Ausheben eines Grabens auf seinem Gut an der Römerstraße, etwa 700 Meter südwestlich des Ortskerns, zufällig auf das Depot gestoßen war, wurde der Inhalt offenbar vollständig geborgen. 1950 gelangten die Funde in den Besitz des Landesmuseums Württemberg in Stuttgart.
Das Depot enthielt drei bronzene, teils stärker fragmentierte Absatzbeile (eine Weiterentwicklung der Randleistenbeilen) aus der mitteleuropäischen Bronzezeit, die anhand ihrer Merkmale in die Spätphase der mittleren Bronzezeit oder an den Übergang zur spätbronzezeitlichen Urnenfelderkultur datiert werden konnten. Die Stücke, bei denen es sich um Brucherz handelt, wurden demnach im 14. oder frühen 13. Jahrhundert v. Chr. vergraben. Außer den Beilen enthielt der Hort noch vier zusammen 6 kg schwere „Kupferbrocken“, deren große Bedeutung erst in den 1990ern erkannt wurde: Es handelt sich um Fragmente von mindestens zwei verschiedenen Ochsenhautbarren, sehr  wahrscheinlich zyprischer Herkunft. Als Ochsenhautbarren (in älterer Literatur auch Keftiubarren genannt) werden Barren aus Rohkupfer  bezeichnet, deren Form stark an Rinderhäute erinnert und die zumeist in Zypern aus Kupfer, das oft aus Apliki kam, hergestellt wurden. Sie waren zwischen ca. 1600 v. Chr. und ca. 1000 v. Chr. ein wichtiges Handelsgut. Die Fundorte von Ochsenhautbarren umspannen große Teile des Mittelmeerraums, bis nach Sardinien und Südfrankreich, aber auch den Balkan, von Nord-Rumänien bis West-Ungarn. Oberwilflingen ist der bisher nördlichste Fundort von Ochsenhautbarren. Die Auswertung chemischer Elemente in den vier Barrenfagmenten nach Untersuchungen mittels optischer Emissionsspektrometrie in den 1990ern bestätigte nicht nur, dass drei der vier Barrenfragmente (B1–B3) wahrscheinlich zu einem Barren gehörten, während das vierte (B4) sicher von einem anderen Barren stammt, sondern auch, dass Zypern als Herkunft des Kupfers sehr plausibel ist: Die Proben ergaben sehr ähnliche chemische Zusammensetzungen wie bereits analysierte Kupferbarren, die sicher aus Zypern stammen. Der Depotfund  von Oberwilflingen ist daher ein wichtiger Beleg für die Komplexität und die Reichweite des bronzezeitlichen Kupferhandels, speziell für Ochsenhautbarren, die demnach spätestens um 1300 v. Chr. auch deutlich nördlich des Mittelmeerraums  Handelsgut waren.